# Michael Andreas Barclay de Tolly
Michael Andreas Barclay de Tolly, noto in Russia come Michail Bogdanovič Barklaj-de-Tolli (cirillico: Михаи́л Богда́нович Баркла́й-де-То́лли; Pamūšis, 24 dicembre 1761 – Černjachovsk, 26 maggio 1818), è stato un feldmaresciallo russo e ministro della guerra durante la campagna di Russia del 1812. Era un tedesco baltico.

## Biografia
Barclay de Tolly, il più illustre membro della famiglia Barclay, nacque a Pamūšis (distretto di Joniškis, Lituania), e crebbe nella provincia baltica di Livonia, che successivamente entrò a far parte dell'Impero russo ed ora è divisa fra Estonia e Lettonia. Era un baltico tedesco, discendente da una famiglia scozzese stabilitasi in Livonia nel XVII secolo. Suo nonno fu sindaco di Riga, suo padre fu inserito nei ranghi della nobiltà russa ed egli entrò nell'esercito russo in giovane età.
Fra il 1788 e il 1789, Barclay combatté contro l'Impero ottomano, distinguendosi nella presa di Očakiv (Oblast di Mykolaiv) e Akkerman (oggi Belgorod Dnestrovskij nell'Oblast di Odessa). Nel 1790 venne inviato contro gli svedesi e, quattro anni dopo, si batté contro i polacchi. Divenne colonnello nel 1798 e maggior generale nel 1799.
Nella guerra del 1806 contro Napoleone, Barclay si distinse prendendo parte alla battaglia di Pułtusk nel dicembre 1806 e fu ferito nella battaglia di Eylau (7 febbraio 1807), dove la sua condotta gli valse la promozione a luogotenente generale.
Dopo un periodo di convalescenza, Barclay tornò nell'esercito nel 1808, comandando le operazioni contro gli svedesi nel corso della guerra finnica. Nel 1809 si guadagnò una reputazione europea per un'operazione condotta nel ghiacciato golfo di Botnia, che gli permise di sorprendere il nemico e conquistare Umeå in Svezia. Per questa impresa, immortalata dal poeta russo Baratynskij, venne promosso generale e nominato Governatore della Finlandia. Un anno più tardi, divenne ministro della guerra, rimanendovi fino a 1813.

### L'invasione napoleonica
Durante l'invasione napoleonica della Russia del 1812, Barclay assunse il comando supremo della prima armata russa nell'ovest, la più grande armata russa che fronteggiò Napoleone. Fu egli a proporre la famosa tattica della "terra bruciata", che lasciò Napoleone in mezzo a una landa desolata mentre egli si ritirava a Carëvo-Zajmišče, presso Vjaz'ma, fra Mosca e Smolensk.
I russi si erano opposti alla nomina di uno straniero a comandante in capo del loro esercito e i suoi detrattori diffusero maldicenze contro di lui, sostenendo che fosse una spia al servizio di Napoleone. Costretto dai suoi subalterni e dallo zar a impegnare Napoleone nella battaglia di Smolensk (17-18 agosto 1812) Barclay subì una dura sconfitta e venne apertamente contestato e a corte. Barclay fu costretto a rassegnare le dimissioni dal comando e al suo posto fu richiamato il maresciallo Michail Kutuzov, un veterano delle guerre contro gli ottomani e, più di recente, della guerra della Terza coalizione.
Barclay comandò il fianco destro dell'armata russa alla battaglia di Borodino (7 settembre 1812), con grande valore e chiara visione della situazione, e nel famoso concilio svoltosi a Fili, vicino a Mosca, consigliò a Kutuzov di lasciare Mosca indifesa alle truppe napoleoniche. La sua malattia, emersa in quel tempo, lo obbligò a lasciare l'esercito subito dopo.
Dopo che Napoleone venne cacciato dalla Russia, il successo delle tattiche di Barclay gli fecero assumere la figura di un eroe romantico, incompreso dai suoi contemporanei e rifiutato dalla corte. La sua popolarità salì alle stelle e il suo onore fu riabilitato dallo zar.

### Le campagne estere
Barclay venne reintegrato nei ranghi e prese parte alla campagna di Germania. Dopo la morte di Kutuzov, fu nominato ancora una volta comandante in capo dell'armata russa alla battaglia di Bautzen (21 maggio 1813), alla battaglia di Dresda (26-27 agosto 1813), alla battaglia di Kulm (29-30 agosto 1813) e alla battaglia di Lipsia (16-19 ottobre 1813). Nell'ultima battaglia comandò la parte centrale delle forze alleate in modo così egregio che lo zar lo nominò conte.
Barclay prese poi parte all'invasione della Francia nel 1814 e comandò la presa di Parigi, ricevendo il bastone di maresciallo in segno di onore. Nel 1815 comandò nuovamente le truppe che invasero la Francia e venne elevato al titolo di principe alla fine della guerra.
Barclay de Tolly morì a Insterburg, in Prussia, il 26 maggio 1818, sulla strada di ritorno in patria. I suoi resti, imbalsamati, vennero tumulati in un mausoleo costruito nel 1823 a Elme, in Estonia.
Una sua grande statua venne eretta di fronte alla Cattedrale di Kazan', a San Pietroburgo, dietro il monumento allo zar Nicola I, mentre un altro monumento venne eretto a Riga.
Barclay adottò il figlio del suo luogotenente Weymarn, poiché non ne ebbe di suoi. Il nome di famiglia continuò nella forma Barklay de Tolly-Weymarn.